# خالد (ألبوم)
خالد هو ألبوم الشاب خالد الذي صدر في 1992 على اسمه وكون سمعته كنجم في فرنسا. أنتج الألبوم كل من ميشيل بروك ودون واس. صدر الألبوم كله باللهجة العربية الجزائرية مع استثناء أغنية لا تآخذوني (بالفرنسية: Ne m'en voulez pas)‏ التي غناها بالفرنسية. بإيقاعها السريع ونغامتها الجذابة، لم تكن أغنية ديدي فقط رائعة بل تقدما مفاجئا فتدرجت بسرعة لتكون الأولى في أحسن خمسين أغنية فرنسية ولتكون أولى الأغاني العربية لتقوم بذلك. حققت أغنية العربي نجاحا باهرا في البرازيل في نهاية التسعينيات ومع بداية الألفية الجديدة. أما في الولايات المتحدة، أصدرت بوليجرام نسخة من الألبوم وفي 2005 رخص لتسجيل الألبوم من قبل يونفرسال ميوزك في المملكة المتحدة والولايات المتحدة.

## أراء مختلطة حول غربية خالد
لإنتاج الألبوم قام خالد بالتوقيع مع شركة التسجيل الفرنسية باركلي وبحث عن منتج الأسطوانات الأمريكي دون واس. حينما التقى مع واس طلب منه إدراج ريذم أند بلوز الأمريكي لأمركة الأغنية فقام واس بدمج صوت خالد مع الأنغام الأمريكية بواسطة ماكنتوش وآلة مفاتيح. كانت نتيجة دمج ري خالد مع أرن بي واس في الإستوديو موسيقى جميلة برية.
كان استجابة محبيه العرب مزدوجة فامتنع المحافظون منهم عن شراء ألبوماته وحضور حفلاته بعدما هاجمهم بكلماته الليبرالية المتأثرة بالغرب وأفعاله في الاستجوابات التلفزية ناهيك عن اعتماده عن التسويق الغربي في بيع منتجاته والتغيير في موسيقاه. لكن قرار خالد دمج الري الجزائري التقليدي بالأرن بي الأمريكي الغربي أعجب بعض محبيه الذين اعتبروه جديدا جيدا وثوريا وصنع قاعدة جماهيرية جديدة. لعبت أغانيه من الألبوم وخصوصا ديدي في أماكن مهمة كالنوادي الليلية الفرنسية. أطلق عليه مالك سلطان من إيام عدو الدولة العربي الأول (مقتبس من اسم فرقته الغنائية عدو الدولة الأول) حيث ظهر احترام ساحة الهيب هوب الفرنسية لأول فنان ري نجح في اختراق سوق البوب الفرنسي.

## الأغاني
1. «ديدي» – 5:02
2. «العربي» – 3:35
3. «وهران» – 4:27
4. «رغدا» – 3:51
5. «الغلتي» – 4:07
6. «ليا ليا» – 4:21
7. «موفي سان» – 6:13
8. «برية» – 4:46
9. «لا تآخذوني» – 4:57
10. «سبابي» – 4:05
11. «ها الري» – 3:57